# Kanton Duclair
Kanton Duclair (fr. Canton de Duclair) byl do roku 2015 francouzský kanton v departementu Seine-Maritime v regionu Horní Normandie. Skládá se ze 17 obcí.

## Obce kantonu
- Anneville-Ambourville
- Bardouville
- Berville-sur-Seine
- Duclair
- Épinay-sur-Duclair
- Hénouville
- Jumièges
- Mauny
- Le Mesnil-sous-Jumièges
- Quevillon
- Sainte-Marguerite-sur-Duclair
- Saint-Martin-de-Boscherville
- Saint-Paër
- Saint-Pierre-de-Varengeville
- Le Trait
- Yainville
- Yville-sur-Seine